# Дардания (римская провинция)

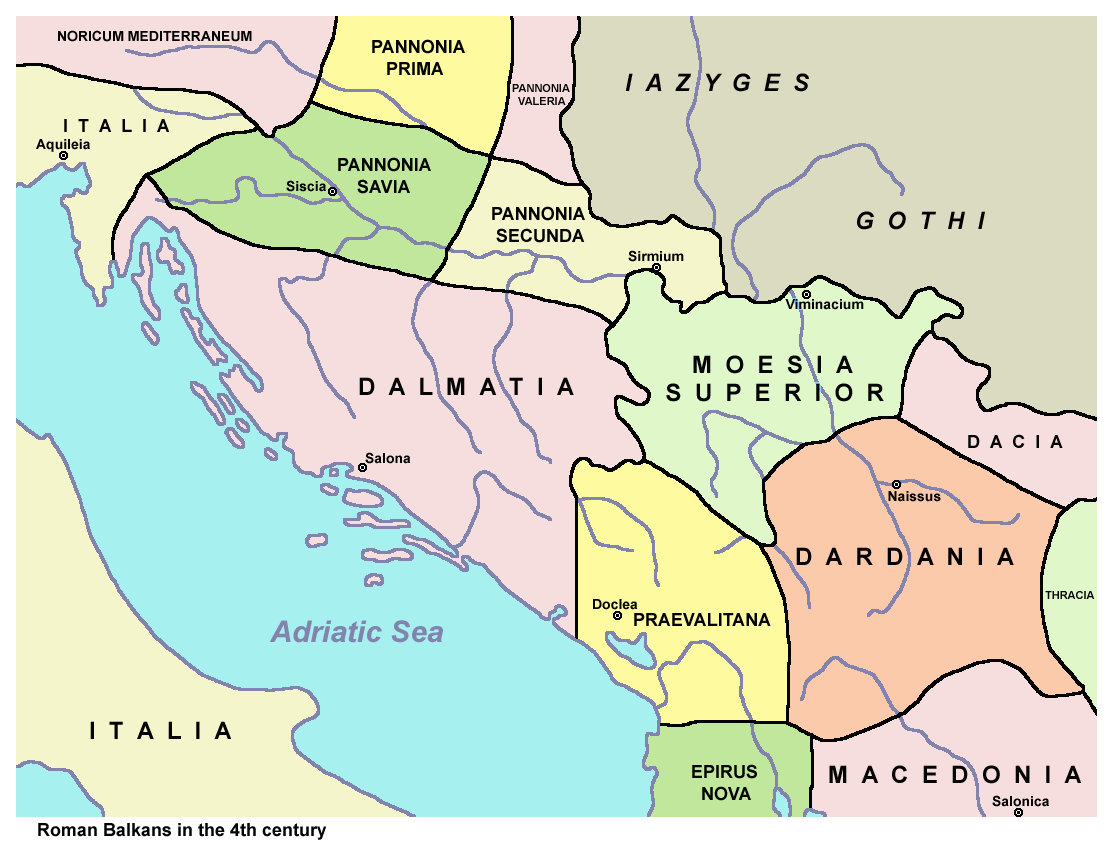
Римские провинции после административных реформ в 4-м веке. Дардания выделена красным

Дардания (др.-греч. Δαρδανία; лат. Dardania) — римская провинция в Центральных Балканах, первоначально неофициальный регион в Мёзии (87—284), а потом в 293—337 годах уже официальный в диоцезе Мёзия. Провинция была названа в честь древнего племени дарданов, которое населяло область до римских завоеваний во 2-м и 1-м веках до нашей эры.

## Администрация
После римского завоевания Дардания вошла в состав Мёзии. Во время правления Домициана (81—96), в 86 году, Мёзия была разделена на Верхнюю и Нижнюю. Клавдий Птолемей (100—170) называл Дарданию особым регионом Верхней Мёзии, несмотря на то, что Дардания не была официальным регионом.
Диоцез Мёзия был учрежден императором Диоклетианом (284—305). Во время его правления в диоцез входили 11 провинций, одной из которых была Дардания.

## Города
Главными центрами римской Дардании были города Ульпияна, Ниш и Скопье.